# Sandalenlösende Aphrodite (Berlin SK 23)
Der Typus der Sandalenlösenden Aphrodite ist in der späthellenistischen und römischen Kunst weit verbreitet. In der Antikensammlung Berlin im Alten Museum befindet sich eine Variante in Form einer Marmorstatuette aus der Zeit gegen Ende des 2. Jahrhunderts v. Chr.

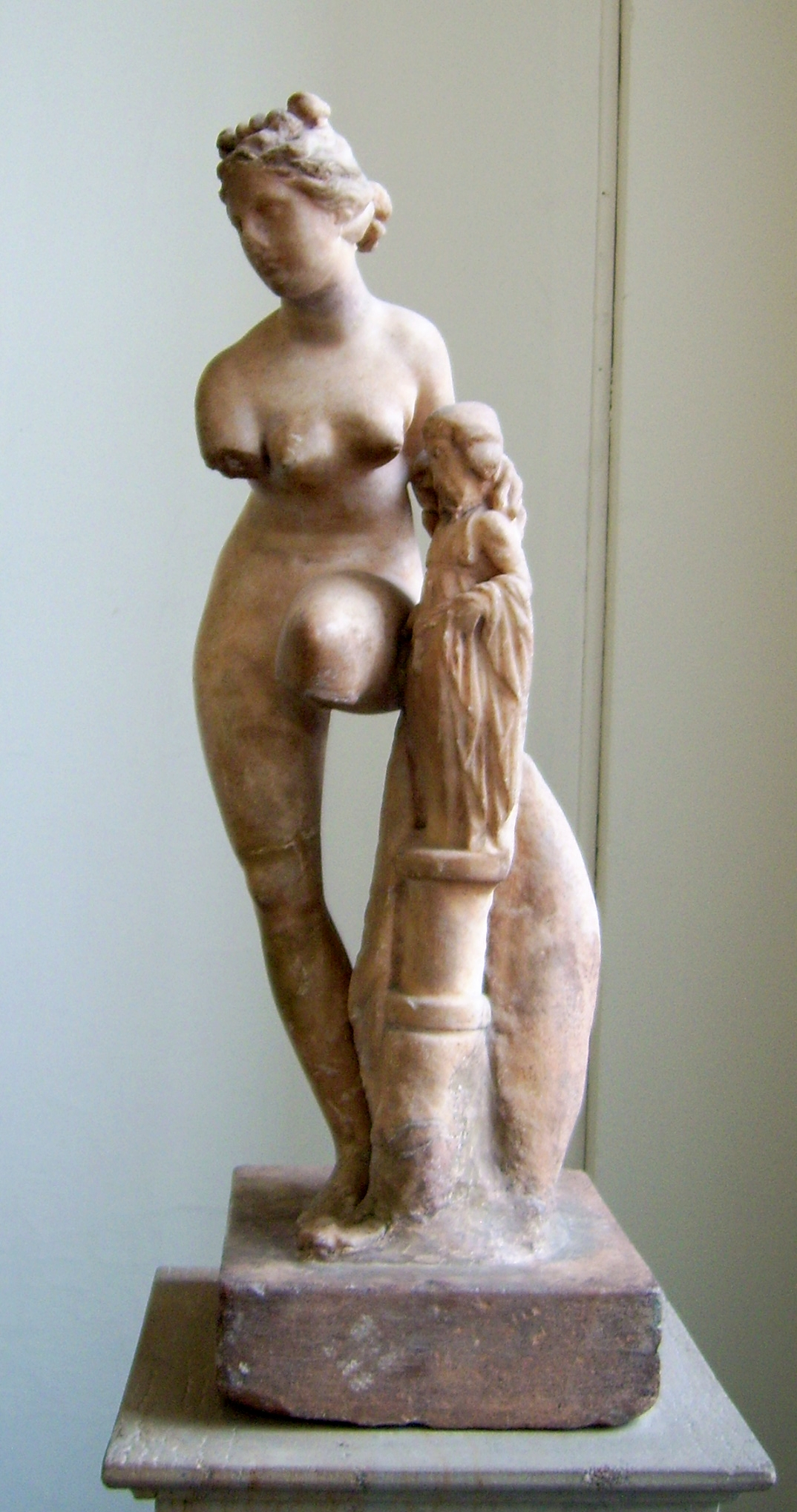
Statuette der sandalenlösenden Aphrodite, Berlin Sk 23

Das Thema der Sandalenlösenden Aphrodite wurde über mehrere Jahrhunderte in zahlreichen Ausführungen variiert. Es gibt kleinere und größere Statuen und Statuetten, manche aus Marmor, andere aus Bronze oder Terrakotta. Woher der Urtypus der Darstellung stammt, ist schwer zu rekonstruieren. Angenommen wird seine Schöpfung im späten 3. Jahrhundert v. Chr. im westlichen Kleinasien, möglicherweise in Pergamon oder Knidos.
Die nackte Göttin Aphrodite ist in dem Moment dargestellt, in dem sie ihre Sandale vor dem Bade abstreift. Sie steht auf dem rechten Bein und hat das linke gehoben und angewinkelt, so dass es das Standbein kreuzt. Mit der rechten Hand löst sie die Sandale, mit der linken Hand hält sie sich, um das Gleichgewicht nicht zu verlieren, an einer Priaposherme fest. In anderen Varianten der Statue balanciert sie diese Standprobleme mit dem linken Arm aus, doch ist eine solche Darstellung in Marmorausführungen schwer möglich. Der Kopf ist leicht gedreht und die Göttin schaut den möglichen Betrachter direkt an. Das Haar hat sie am Hinterkopf schon in Vorbereitung auf das Bad zu einem Knoten, am Vorderkopf zu einer Schleife zusammengefasst. Hinter der Herme befindet sich ihr gerade abgelegtes Gewand.
Dargestellt ist somit nur ein kurzer Moment, ein spannungsreicher Augenblick, der zudem eine nicht zu leugnende erotische Komponente in sich birgt, die durch die „Verrenkungen“ der Aphrodite noch erhöht wird. Das linke Bein der Skulptur fehlt unter dem Knie, ebenso der rechte Arm ab kurz unter der Schulter, weshalb der eigentliche Bildinhalt, das Lösen der Sandale, nicht mehr erkennbar ist. Stilistische Vergleiche des Kopfes erlauben eine Datierung der 64 cm hohen Statuette gegen Ende des 2. Jahrhunderts v. Chr. Gefunden wurde sie in Aigion.
Für Berlin wurde sie 1884 aus der Sammlung Sabouroff erworben.